# Orde van de Heilige Lodewijk voor Civiele Verdienste

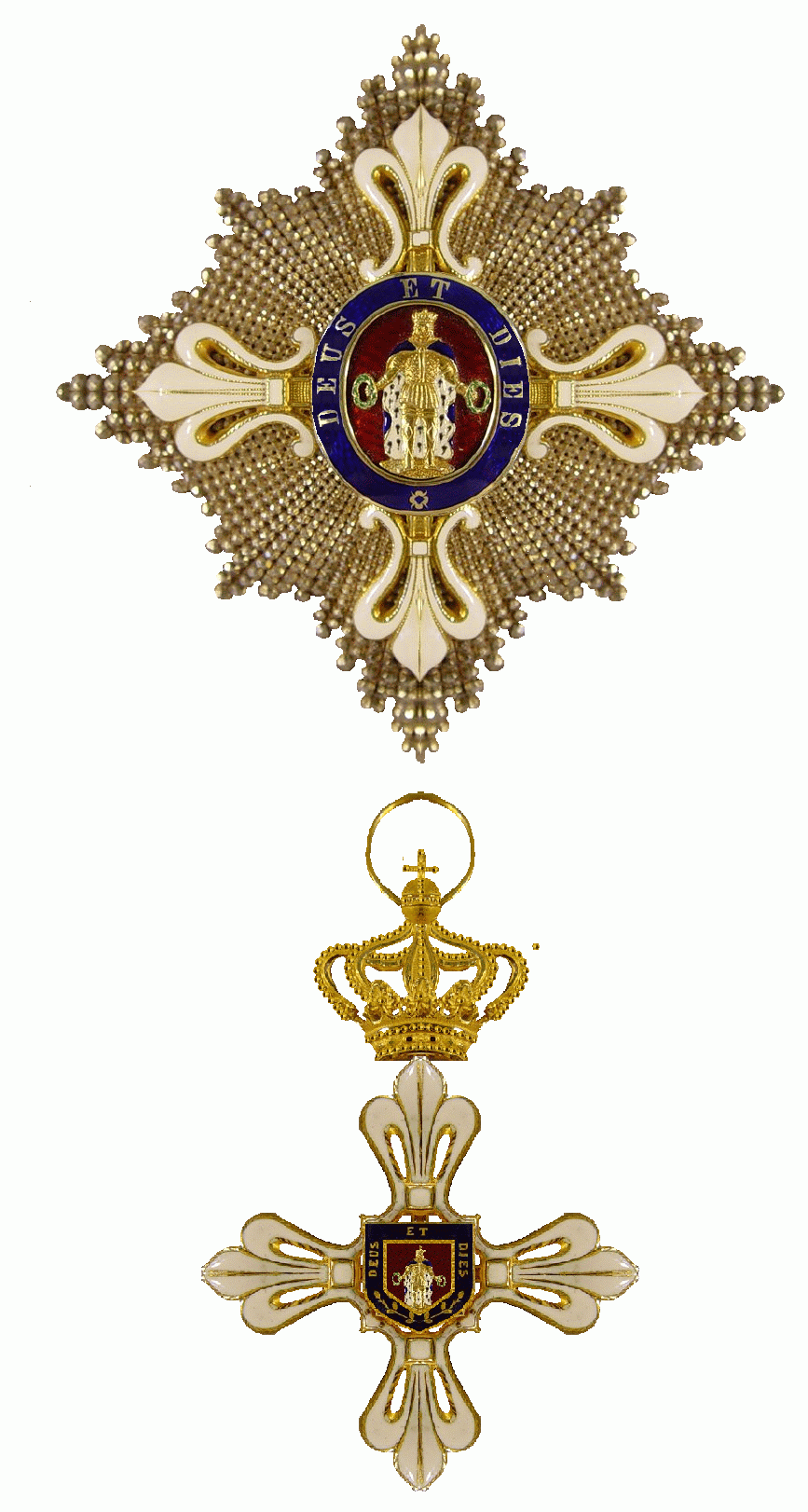
19e-eeuwse ster en grootkruis

De Orde van de Heilige Lodewijk voor Civiele Verdienste, (Italiaans: Ordine del Merito di San Lodovico), was een door Karel Lodewijk van Bourbon-Parma, hertog van Lucca en infante van Spanje op 22 december 1836 ingestelde ridderorde. De Orde bestaat uit vijf klassen.
Met het Hertogdom Lucca ging ook de Orde over in het bezit van de hertogen van (Bourbon)-Parma.
Het motto van deze orde van verdienste is "Deus et Dies". De instelling werd door de Staten van Lucca in Besluit No. 103 van 22 december 1836 goedgekeurd. Het bezit van de ridderkruisen verleende ook persoonlijke, dus niet erfelijke, adeldom terwijl de ridders-grootkruis erfelijke adeldom verwierven. De ridders in deze orde werden als ridders of Cavaliere in de adelstand opgenomen. Ook de Heraldische Raad van het Koninkrijk Italië waarin Parma en Lucca waren opgegaan heeft deze adel erkend.
De functie van kanselier of bestuurder van de orde was verbonden aan de titel van vaandeldrager of Gonfaloniere van de stad Lucca, Deze vaandeldrager was ook voorzitter van de deputatie van de Ridderschap van Lucca. In de Italiaanse steden speelden en spelen de vaandels een grote rol.
Op 23 december 1837 werden de eerste kruisen uitgereikt. De orde werd wordt alleen toegekend "aan personen die de rooms-katholieke godsdienst belijden, en het is volgens de uit 1849 stammende en nog steeds geldende statuten verboden de versierselen toe te kennen aan de "heterodoxe" personen. Onder de in de 19e eeuw geëerde personen was de beroemde schrijver Alexandre Dumas père die op 11 maart 1841 werd gedecoreerd. Ook de bisschop van Parma, Mgr. Neuschel, de Oostenrijkse veldmaarschalk Radetzky, de Joodse bankier baron Rothschild, tsaar Nicolaas I van Rusland , Ferdinand II en Frans II van de Twee Siciliën, vorst Alois van Liechtenstein, aartshertog Leopold van Oostenrijk, groothertog Constantijn van Rusland, de prefect van de Seine, baron Haussmann, prins Charles III van Monaco en twee pasja's van Turkije werden met de Orde van de Heilige Lodewijk voor Civiele Verdienste onderscheiden. Daaruit valt op te maken dat het in de statuten van 1849 opgenomen verbod op toekenning aan "niet katholieke" personen een dode letter is gebleven. De meeste decoraties vielen aan Parmezaanse onderdanen uit de adel en de in de 19e eeuw steeds belangrijk wordende burgerij ten deel.
De huidige troonpretendent van Parma, Carlos de Bourbon de Parme is de grootmeester van deze Orde (ook zo genoemd in de Almanach de Gotha). De prins benoemt ook leden van zijn Huis en verdienstelijke inwoners van Parma in deze Orde. Daarvoor is de 25e augustus, de feestdag van de heilige Lodewijk de aangewezen dag. De Italiaanse Republiek duldt het dragen van deze, in de woorden van het decreet van 1951, "niet nationale" en "dynastieke" Orde. Zij is in de ogen van de Italiaanse republiek dus een Huisorde.
Het motto van de Orde is in het Latijn en luidt "Deus et Dies" wat met "God en de Tijd" kan worden vertaald.
Graden van de Orde van de Heilige Lodewijk voor Civiele Verdienste
- De hertog van Lucca en later de (titulaire) hertogen van Parma zijn grootmeester
- Eerste Klasse of Gran Croci

De 20 grootkruisen dragen een gouden kruis met kroon om de hals en een vierkante ster of plaque op de linkerborst
- Tweede Klasse of Commendatori

De 30 commandeurs dragen een zilveren kruis met kroon om de hals
- Derde Klasse of Cavalieri di 1° classe

De 60 ridders der Eerste Klasse dragen een zilveren kruis met zilveren kroon aan een lint op de linkerborst
- Vierde Klasse of Cavalieri di 2° classe

De 80 ridders der Tweede Klasse dragen een zilveren kruisje zonder kroon aan een lint op de linkerborst
- Vijfde Klasse of Decorati di 5° classe

De 100 gedecoreerden met de Vijfde Klasse dragen een iets kleiner zilveren kruisje zonder emaille of kroon aan een lint op de linkerborst
De huidige website van de titulair hertog van Parma laat een vierkante zilveren plaque zien als versiersel van de ridders-grootkruis. Uit de collectie van de koning van Bulgarije werd een door de Weense juweliersfirma Rothe vervaardigde 19e-eeuwse ster met acht punten geveild.
De eerste twee klassen van de orde worden alleen toegekend aan personen met een hoge maatschappelijke positie terwijl de graad van ridder (zowel Ie- als de IIe klasse) persoonlijke adeldom verleent. De Italiaanse staat kent geen adeldom en spreekt zich over dergelijke kwesties ook niet uit. Datzelfde geldt voor de rechtbanken.
Versierselen van de Orde van de Heilige Lodewijk voor Civiele Verdienste
Het kleinood der Eerste Klasse is een gouden wit geëmailleerd opengewerkt kruis met op de voorzijde een blauw medaillon waarop de heilige Lodewijk is afgebeeld. De afbeelding van de geharnaste heilige kruisvaarder en koning is gelijk aan die van de oude Franse Orde van de Heilige Lodewijk. Op de keerzijde zijn de gouden lelies van het wapen van de Bourbons geschilderd.
Het lint is helblauw met twee gele strepen langs de randen. Het lijkt dan ook op het lint van de Nederlandse Orde van de Nederlandse Leeuw. De ridder-grootkruis draagt dat lint schuin over de borst en over de rechterschouder zodat het grootkruis op de linkerheup komt te hangen. De Ridder Commandeur draagt het lint "en sautoir" om de hals. Alle linten van de lagere graden worden op de linkerborst gedragen. Er is geen ordeketen aan deze orde verbonden. Op de website van het koninklijk en hertogelijk Huis van Bourbon-Parma is een vierkante plaque van de Orde van de Heilige Lodewijk voor Civiele Verdienste afgebeeld.
De Grootkanselier, Z.K.H. Prins Jaime de Bourbon de Parme, hertog van San Jaime, graaf van Bardi, en de secretaris van de Orde dragen een iets anders gevormd kruis aan een helblauw lint op de linkerborst.
De onderscheiding werd door de Parmezaanse prins en de prinsessen Prinses Margarita en Prinses Carolina de Bourbon de Parme gedragen bij de inhuldiging van hun neef Koning Willem-Alexander.

## Draagwijze

Het wapen van Lucca in 1844 met de Orde van de Heilige Lodewijk voor Civiele Verdienste

|                                 |                                                  |                                                  |                                          |                                                |
| Kruis of "Decorato della Croce" | Ridder der Ie Klasse of "Cavaliere di II classe" | Ridder der IIe Klasse of "Cavaliere di I classe" | Ridder der IIIe Klasse of "Commendatore" | Ridder Grootkruis of "Cavaliere di Gran Croce" |